# Día del Orgullo Barroco
El día del orgullo barroco es una jornada dedicada al arte barroco que se celebra cada 7 de diciembre desde el año 2017. Un grupo de cuentas de Arte de Twitter eligió la fecha, por ser el aniversario de nacimiento de Gian Lorenzo Bernini. 
La idea original era llenar las redes sociales de Arte, cultura y patrimonio, con un claro tono festivo y reivindicativo, para dar a conocer el rico patrimonio que tanto en Bellas Artes, como en música, literatura, etc. hay de este periodo de la Historia del Arte.
La iniciativa contó desde el inicio con el beneplácito de las redes sociales, consiguiendo gran repercusión en las mismas y haciéndose eco los medio de prensa más tradicionales, así como instituciones y museos.